# Labochilus canariensis
Labochilus canariensis är en stekelart som beskrevs av Giordani Soika 1974. Labochilus canariensis ingår i släktet Labochilus och familjen Eumenidae. Inga underarter finns listade i Catalogue of Life.